# Stazione di Bressanone
La stazione di Bressanone (in tedesco Brixen, in ladino Persenon) si trova in piazzale Stazione alla periferia sud-ovest della cittadina altoatesina.
Si trova sulle linea Brennero-Bolzano. Qui si fermano tutti i treni per i passeggeri.
Per quello che riguarda la categorizzazione delle stazioni, RFI la considera di categoria silver.

## Storia

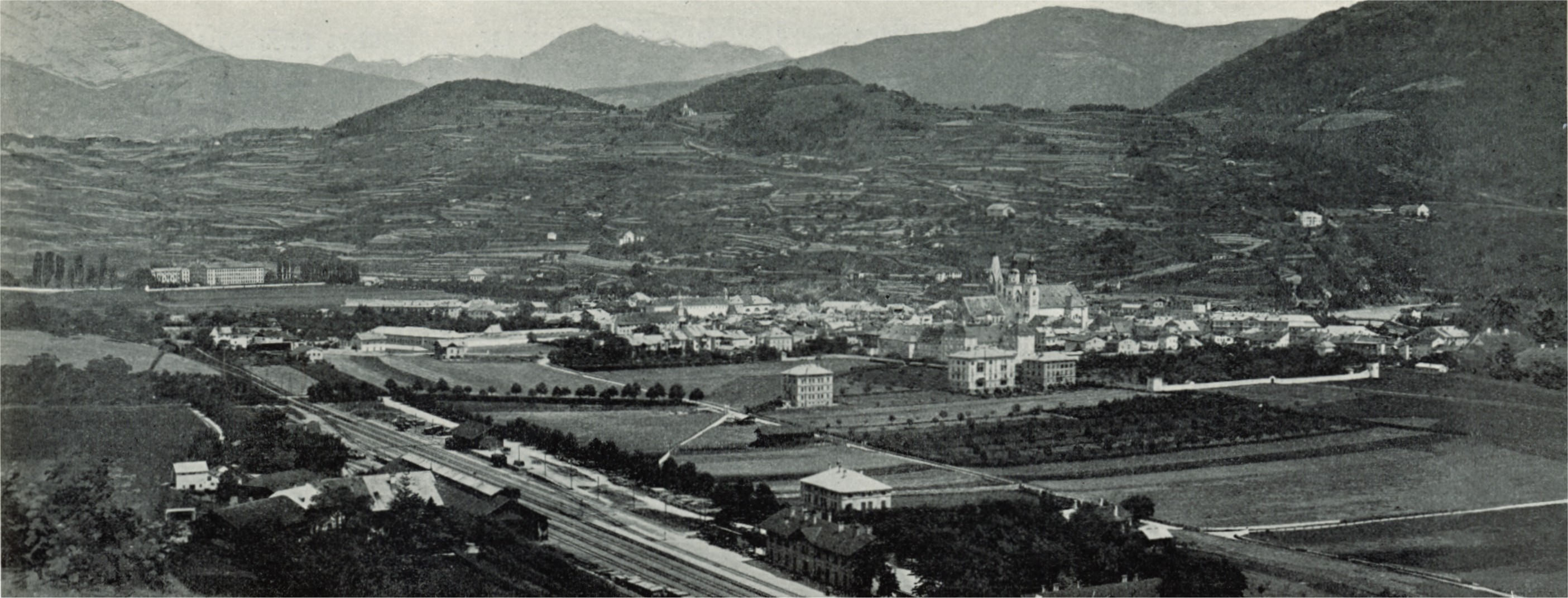
Vista di Bressanone con la stazione in basso nel 1898

Del gruppo degli edifici originari rimangono in piedi il fabbricato viaggiatori con il tetto a larga falda su lato binari, il deposito merci, la stazione di rifornimento dell'acqua con le ali laterali che ospitano le officine e abitazioni al primo piano e infine il casello collocato all'estremo sud della stazione. A partire dal 1927 venne ampliata la sezione trasporto merci e la rimessa locomotive a sud della stazione dell'acqua; su disegno di Angiolo Mazzoni vennero costruite nuovi caseggiati per i ferrovieri lungo la via Vittorio Veneto. Il bombardamento del 23 ottobre 1944 distrusse in parte il lato nord dell'edificio viaggiatori e quello di servizio. Con la ricostruzione il fabbricato viaggiatori venne ampliato a nord con vani depositi bagagli e servizi igienici. In seguito si procedette alla demolizione della rimessa locomotive e del deposito carbane e lungo tutto l'edificio venne montata una pensilina scura pesante che copre la fine struttura sottostante. A ovest dei binari viene anche costruito nel 1985 un edificio di servizio. Gli interni del fabbricato dei viaggiatori hanno subito dei restauri nel 1967 in occasione del 100º anniversario dalla costruzione della linea ferroviaria. Nel 2003 invece si è costruito più a sud un ulteriore edificio che ospita la polizia ferroviaria, un locale movimento, i servizi igienici e l'ascensore. Il corpo principale ospita al piano terra l'area d'attesa, la biglietteria, il bar, il tabacchino, mentre al primo piano si trovano alloggi. Il rivestimento esterno è stato effettuato con pietre di diverso colore a realizzare la muratura a doppia parete (all'interno mattoni e all'esterno granito o porfido). In netto contrasto vi è il deposito merci ben conservato con ancora il colore originale e costruito con scheletro e rivestimento in legno. Il tetto invece sporge sui lati lunghi e protegge dalle intermperie le superfici e gli addetti impegnati nelle operazioni di carico/scarico.
Da anni è in progetto il trasferimento da Fortezza a Bressanone della stazione di capolinea della ferrovia della Val Pusteria con l'apertura della Variante della Val di Riga prevista per il 2025.
A partire dal 15 dicembre 2024 il servizio ferroviario della val Pusteria nella tratta fino a Bunico è stata sospesa per un anno per il rifacimento della parte elettrica in concomitanza con la nuova linea da Bressanone  a Rio di Pusteria, con un percorso di 3,8 km)  con un ponte sulla val Riga di 189 metri ed una altezza  di 75 metri dal fondovalle e una pendenza massima di 29,5 per mille.
A progetto terminato la stazione di Bressanone avrà 5 binari e 4 marciapiedi.

## Servizi
La stazione dispone di:
- Biglietteria automatica
- Sala d'attesa
- Servizi igienici
- Bar
- Edicola
- Parcheggio auto e bici
- Ascensore
- Accessibilità per portatori di handicap
- Sottopassaggio

## Interscambi
Adiacente alla stazione è presente una fermata delle autolinee urbane e interurbane.
- Capolinea autolinee SAD
- Taxi